# Stahlbau

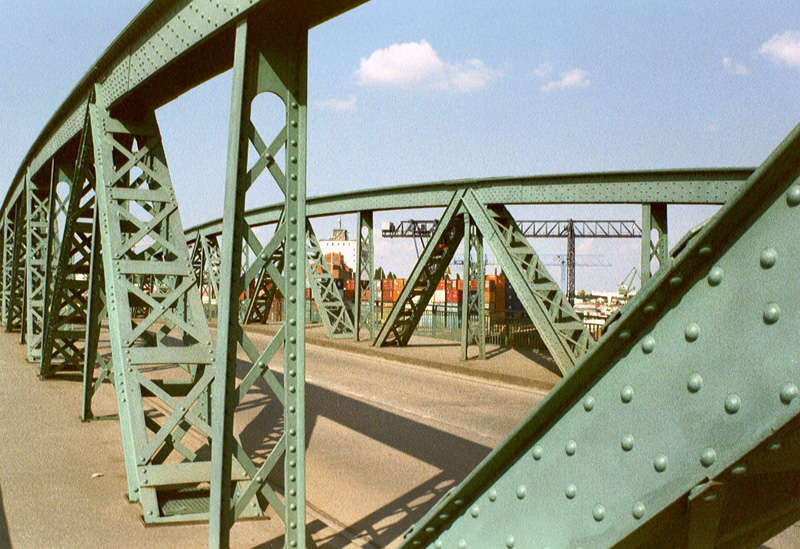
Genietetes Fachwerk einer Brücke

Der Stahlbau bezeichnet den Teil des Ingenieurbaus, bei dem für den Bau von Tragwerken in erster Linie Stahl eingesetzt wird.

## Übersicht
Im Stahlbau werden gewalzte Stahlträger, Bleche und Rohre aus Baustahl durch Verschrauben, Verschweißen oder Nieten miteinander zu einem Tragwerk verbunden. Ein weiteres zentrales Konstruktionselement des Stahlbaus ist das Knotenblech, welches die einzelnen Stäbe des Tragwerkes miteinander verbindet. Neben dem reinen Stahlbau gibt es auch den Stahlverbundbau, der Stahlelemente mit Beton verbindet, den Stahl-Skelettbau und den Stahlhochbau. Die Bemessung von Stahlbauten erfolgt in der Regel nach Eurocode 3: Bemessung und Konstruktion von Stahlbauten (EN 1993)
Der Stahlbau verbindet den Vorteil der vergleichsweise kurzen Planungs- und Bauzeit mit einer flexiblen Ausführung des Tragwerkes. Diese Flexibilität ergibt sich beispielsweise durch die Verwendung relativ leichter und schlanker, hochbelastbarer Bauteile und einen hohen, wie auch präzisen Vorfertigungsgrad und damit verkürzte Montagezeiten. Bauteile aus Stahl, die dem Wetter ausgesetzt sind, müssen durch Oberflächenbeschichtungen oder Verzinkung vor Korrosion geschützt werden. Der Brandschutz kann wenn nötig durch Brandschutzverkleidung oder Brandschutzbeschichtungen gewährleistet werden. In den letzten Jahren nimmt die Wichtigkeit, Gebäude nachhaltig zu planen, zu bauen und zu betreiben, immer mehr zu. Die Akteure der Bau- und Immobilienwirtschaft entwickeln eine ganzheitliche Sicht auf ihre Projekte. Kaum ein anderer Baustoff ist so gut für das Nachhaltige Bauen geeignet wie Stahl: Aufgrund seiner hohen Festigkeit kann er auch bei geringem Konstruktionsgewicht und filigranen Strukturen mühelos ganze Hochhäuser tragen. Werden diese später einmal zurückgebaut, kann der eingesetzte Stahl mit Magneten aus der Abbruchmasse getrennt werden. Bereits heute werden 11 % der eingesammelten Baustähle direkt in neuen Gebäuden wiederverwendet, der Rest kann als Sekundärrohstoff (Schrott) wieder zu hochwertigem Stahl umgewandelt werden. Der neue Stahl kann dabei sogar eine höhere Festigkeit als das Ausgangsmaterial erhalten. Der leicht erhöhte Kostenfaktor für Baustahl relativiert sich häufig durch eine schnelle Errichtungsphase, Flexibilität der Tragstruktur durch weite Spannweiten und die Wiederverwendbarkeit beziehungsweise Recyclingfähigkeit von Stahlbaukonstruktionen gegenüber vordergründig kostengünstigeren Baukonstruktionen wie zum Beispiel denen aus Stahlbeton. Sie erscheinen grundsätzlich überall dort sinnvoll eingesetzt, wo hohe Festigkeitsanforderungen an die Konstruktion gestellt werden, zum Beispiel bei großen Spannweiten von Dachtragwerken im Stahl-Skelettbau oder beispielsweise wenn ästhetische, formale Gestaltungsgründe schlanke Konstruktionen erfordern.
Der Stahlbau untergliedert sich in
- Stahlfachwerktürme
- Brückenbau einschließlich Verbundbrücken,
- Stahlwasserbau
- Kranbau

## Querschnittsklassifizierung nach Eurocode 3
Im Stahlbau gibt es 4 Querschnittklassen, welche unterschiedlich berechnet werden dürfen, wobei die Klasse 1 so gedrungen ist, dass nicht nur die Plastizitätstheorie anwendbar ist, sondern zusätzlich noch eine ausreichend große Rotationskapazität besteht, dass die Fließgelenktheorie angewendet werden darf, was eine wirtschaftliche Berechnung ermöglicht. Die Querschnittsklassen 3 und 4 lassen oft wirtschaftliche Dimensionierungen zu, da sie schlanker sind und somit im Allgemeinen effizientere Hebelarme bei kleinerem Querschnitt zulassen (geringerer Materialverbrauch).
- Klasse 1: Plastisch sowohl auf Querschnitts-, als auch auf Systemebene
- Klasse 2: Plastisch auf Querschnitts-, aber nicht auf Systemebene
- Klasse 3: Elastisch
- Klasse 4: Elastisch mit Ausfall von Querschnittsteilen durch lokales Beulen.

## Korrosionsschutz

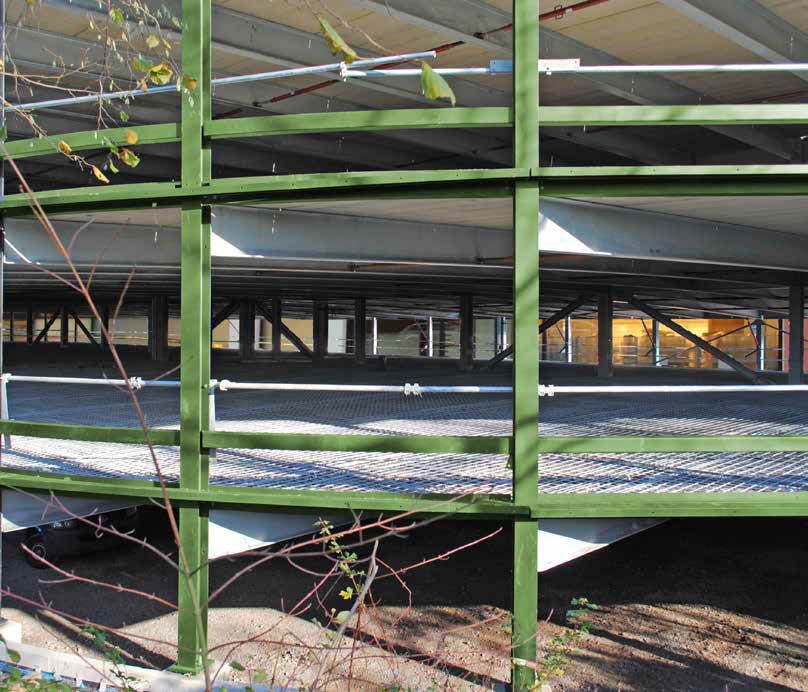
Im Bau befindliches Parkhaus mit feuerverzinktem bzw. duplex-beschichtetem (feuerverzinkt + beschichtet) Stahlskelett

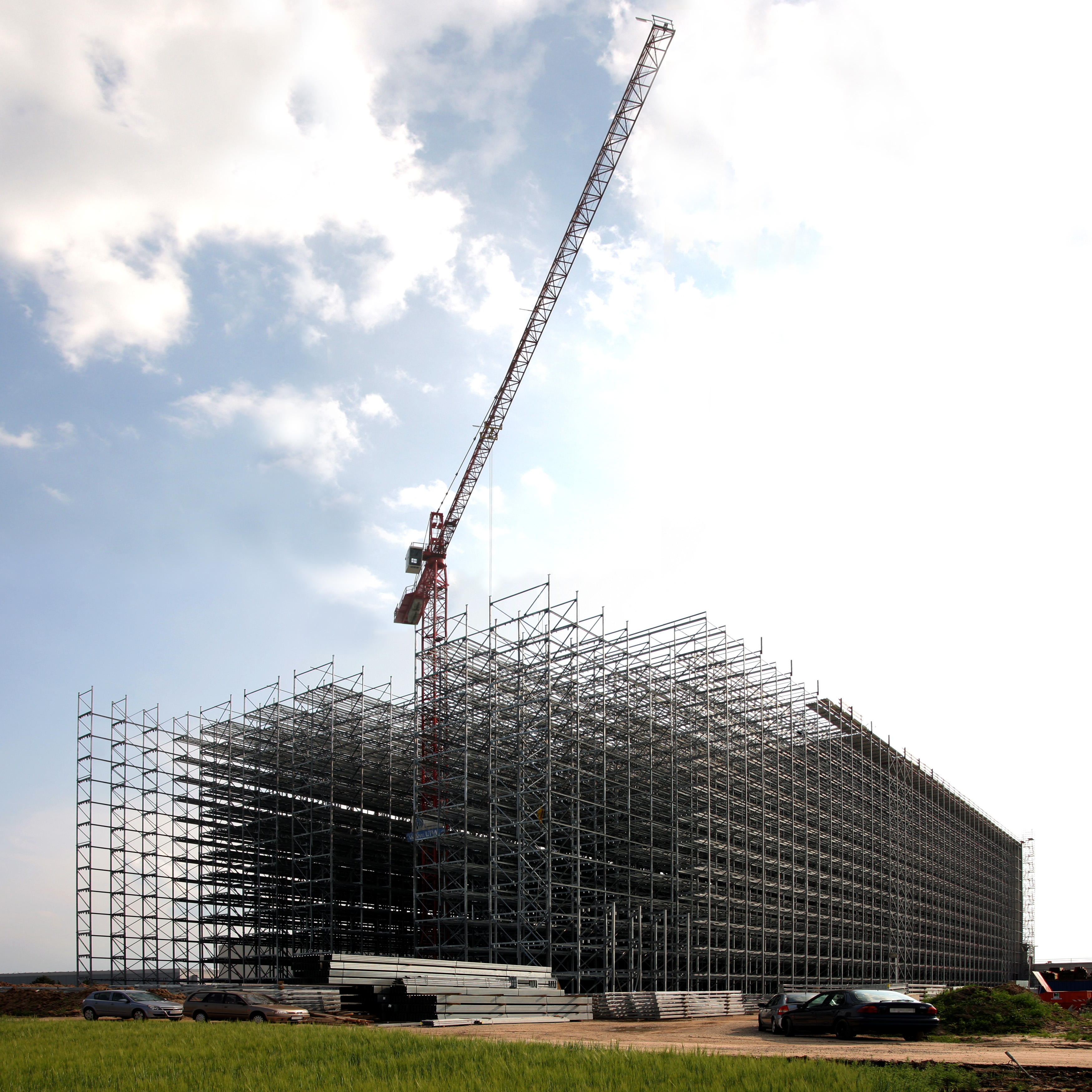
Hochregallager mit feuerverzinkten Stahlelementen

In der Regel müssen Stahlbauten vor Korrosion geschützt werden. Dies erfolgt üblicherweise durch Beschichten des Tragwerks mit Korrosionsschutzfarbe oder durch Feuerverzinken. Der Korrosionsschutz wird in den Normen der Reihe EN ISO 12944, EN ISO 14713 beziehungsweise in EN ISO 1461 geregelt. Da Stahl eine hohe Affinität zum Sauerstoff hat, kommt es zu Oxidation, also zu einem Übergang von einem energiereichen Metallzustand in einen energiearmen Oxidzustand. Bei anderen Metallen wie beispielsweise Aluminium und Zink wird durch die Bildung einer sehr dichten Oxidschicht das Metall vor weiterer Oxidation geschützt. Bei der atmosphärischen Stahlkorrosion bildet sich in Gegenwart von Sauerstoff und Wasser (bei einer Luftfeuchtigkeit von über 65 Prozent) Rost beziehungsweise Eisen(III)-oxidhydroxid; chemisch FeO(OH), der in aggressiven Atmosphären (Salze, vor allem Chloride oder Säuren) zusätzlich beschleunigt wird. Rost (FeO(OH)) hat mit 25,37 cm³/mol das 3,6-fache Molvolumen von Eisen (7,1 cm³/mol). Daher steigt das Volumen von Eisen durch Korrosion um mindestens diesen Faktor an, siehe Pilling-Bedworth-Verhältnis. Durch Porosität und Wassereinlagerung kann die Volumenvergrößerung auch wesentlich größer sein. Diese Volumenvergrößerung bewirkt das Abplatzen von Beschichtungswerkstoffen rund um Defektstellen in einer Beschichtung.
Beim Korrosionsschutz werden zwei Systeme unterschieden:
1. durch Beschichtung und
2. durch metallische Überzüge.

Beschichtungen bestehen aus einer Fertigungsbeschichtung, eine Grundbeschichtung (früher meistens Zinkchromat oder Bleimennige, heute meist pigmentierte (Zinkstaub, Zinkphosphat) Kunstharzbeschichtungen) und einer Deckbeschichtung (mindestens 2-schichtiger Auftrag, als Schutz vor Feuchtigkeit und UV-Strahlen), deren Beschichtungsstoffe aus Pigmenten, Bindemitteln und Füllstoffen bestehen. Metallische Überzüge bestehen aus einer metallischen Schutzschicht, bei Baustahl zumeist in Form einer Feuerverzinkung in Tauchbädern. Verfahrensbedingt müssen zu verzinkende Stahlteile vor dem Eintauchen in die circa 450 °C heiße Zinkschmelze feuerverzinkungsgerecht konstruiert werden. Ein weiterer Korrosionsschutz für Stahlbauteile sind sogenannte Duplex-Systeme, die eine Feuerverzinkung oder Sherardisieren mit einer anschließenden Beschichtung kombinieren. Duplex-Systeme kommen zum Einsatz, wenn Stahl extrem lange vor Korrosion geschützt werden soll.
Bei Seilen erfolgt der Innenschutz durch Hohlraumverfüllung während des Verseilens mit Leinöl-Bleimennige-Paste, während der Außenschutz durch dickschichtige, elastomere Kunststoffe erfolgt, welche die Relativbewegungen und Biegungen der Einzelglieder nicht behindern.
Zusätzlich sollten die Stahlbauteile bereits durch die Formgebung und Anordnung vor möglicher Korrosion geschützt werden: Verhinderung von Wassersäcken und Schmutzablagerungen, freie Zugänglichkeit der Stahlteile, oder aber luft- und wasserdampfdichtes Verschließen.

## Brandschutz
Stahlbauwerke benötigen oft besonderen Brandschutz, da durch die dünnwandigen Querschnitte der Träger und deren gute Wärmeleitfähigkeit diese bei einem Brand schnell erwärmen und sich dadurch deren Festigkeit verringert. Abhängig von der Brandlast und dem vorgesehenen Gebrauch des Bauwerks kann mit einer der geforderten Feuerwiderstandsdauer angepassten Überdimensionierung der Bauteile oder mit speziellen Ummantelungen das Versagen der Konstruktion verhindert werden. Die mechanischen Eigenschaften des Stahls sind temperaturabhängig, so dass beispielsweise die Streckgrenze bei 600 °C um die Hälfte des Wertes bei 20 °C absinkt. Auch der E-Modul nimmt mit zunehmender Stahltemperatur ab. Für den Brandschutz muss eine vom Gesetzgeber für das jeweilige Bauwerk geforderte Feuerwiderstandsdauer eingehalten werden, welche für übliche Gebäude jeweils in den Landesbauordnungen der Bundesländer definiert ist. Diese erforderliche Feuerwiderstandsdauer wird abhängig von dem Bauwerk und der Nutzung in Kategorien eingeteilt, nach deutscher Norm (DIN 4102 – Brandverhalten von Baustoffen und Bauteilen) in F30, F60, F90, F120 oder F180. Die Zahlen nennen den Mindestwert, den die Konstruktion dem Brand standhalten muss, in Minuten angegeben. Der für die Überdimensionierung des Bauteils oder für die Bestimmung der dämmenden Brandschutzmaßnahmen anzunehmende „Normbrand“ ist die Einheitstemperatur-Zeitkurve, auch kurz ETK genannt. Sie beschreibt eine Temperatur-Zeit-Kurve, nach der die Gastemperatur in einer Bauteil-Prüfung erhitzt wird. Die das „geschützte“ Bauteil umgebende Gastemperatur steigt nach der Vorgabe der ETK innerhalb der ersten Minuten steil auf über 600 °C an und nimmt dann langsam, aber stetig weiter bis zum Bauteilversagen zu. Die Zeit bis zum Versagen der Konstruktion wird auf die Feuerwiderstandsdauer-Einteilung der Norm abgerundet. In dieser Art und Weise stellen alle zusätzlichen Maßnahmen, ein Stahlbauteil zu schützen, ihr Leistungsprofil unter Beweis.
Die Methodik des Überbemessens (nach der Europäischen Norm EN 1993-1-2) basiert hingegen auf einer rechnerischen Bestimmung. Ausgangsbasis ist die rechnerische Bestimmung der Stahltemperatur in einem ETK-Brand mit der geforderten (Feuerwiderstands-)Dauer. Mit der Bestimmung der Stahltemperatur lassen sich die für die Bemessung notwendigen mechanischen Eigenschaften bestimmen. Die eigentliche Bemessung findet ähnlich der „kalten“ Bemessung mit den wärmebeeinflussten mechanischen Eigenschaften unter dem Brand angepassten Sicherheitswerten statt. Anhand von Versuchen wurde dieses Bemessungsverfahren kalibriert.
Am Stahlbauteil nachträglich angebrachte Brandschutzmaßnahmen haben dämmende, abschirmende oder wärmeabführende Wirkung.
- Dämmende Brandschutzmaßnahmen: der Profilform folgende Ummantelungen und Verkleidungen von Stahlprofilen aus zementgebundenen Spritzputzen mit Vermiculite oder Mineralfasern, meistens mit notwendigen Putzträger. Verbundstützensysteme (Bauweise aus dem Verbundbau) erfüllen die Anforderungen meistens ohne zusätzliche Maßnahmen. Ferner kastenförmige Umkleidung (Gipskarton, Dicken und Befestigung laut Zulassung der Hersteller) [⇒ F90 möglich] der Stahlprofile mit zusätzlich notwendigem Korrosionsschutzauftrag. Dämmschichtbildner in Form von Beschichtungen (Spritz-/ Streich-/ Rollauftrag) sind mit wirtschaftlich interessanten Schichtdicken (etwa 300 bis 1400 µm entsprechen etwa 2 bis 4 Arbeitsgängen) bis F60 realisierbar. Mit Schichtdicken von bis zu mehr als 3 mm (>5 Arbeitsgänge) lassen sich mittlerweile Dämmschichtbildner auch für eine Feuerwiderstandsklasse F90 (siehe Zulassung Z-19.11-1794 des DIBt – Weblinks) aufbringen. Die Festlegung der notwendigen Schichtdicken hängt vom Verhältnis des beflammten Querschnittsumfangs zur Querschnittsfläche (U/A-Wert), der Profilart (offen beziehungsweise geschlossen) sowie der Bauteilart ab. Da Dämmschichtbildnerbeschichtungen wegen der großen Schichtdicken eine orangenhautähnliche Oberfläche ausbilden, muss, wenn eine hohe Oberflächenqualität gefordert wird, zusätzlich eine aufwendige Nachbearbeitung (Schleifen, Spachteln) vorgenommen werden. Durch den Einsatz moderner wasserbasierender Systeme kann die Orangenhaut weitgehend vermieden werden (siehe Zulassung Z-19.11-1461).
- Abschirmende Brandschutzmaßnahmen: meistens schon vorhandene, raumabschließende Systeme wie abgehängte Decken.
- Wärmeabführende Brandschutzmaßnahmen: Verfüllung der Stahlprofil-Hohlräume (Stützen) mit pumpenunabhängigem, thermisch frei zirkulierendem Wasser. Besonders im Hochhausbau geeignet.

Jede Brandschutzmaßnahme hat ihre Vor- und Nachteile. Daher sollten bei der Planung ästhetische, wirtschaftliche, technische und die Sicherheit betreffende Faktoren sorgfältig gegeneinander abgewogen werden.

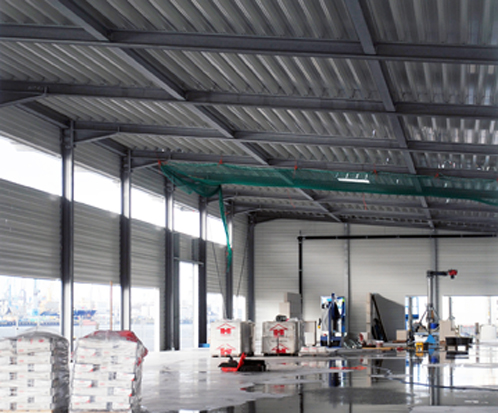
Das Cruise Center Baakenhöft in der Hamburger HafenCity ist wahrscheinlich das erste Gebäude in Deutschland, bei dem der R30-Brandschutz durch Feuerverzinken realisiert wurde.

Seit kurzem wird auch der Korrosionsschutz durch Feuerverzinken unter Brandschutzaspekten eingesetzt. Ein 2019 abgeschlossenes Forschungsvorhaben der TU München hat belegt, dass durch Feuerverzinken die Feuerwiderstandsdauer von Stahl verbessert wird. Hierdurch ist eine Brandschutzdauer von 30 Minuten vielfach mit ungeschützten, feuerverzinkten Stahlkonstruktionen möglich.

## Bekannte Bauwerke aus Stahl
- Wuppertaler Schwebebahn

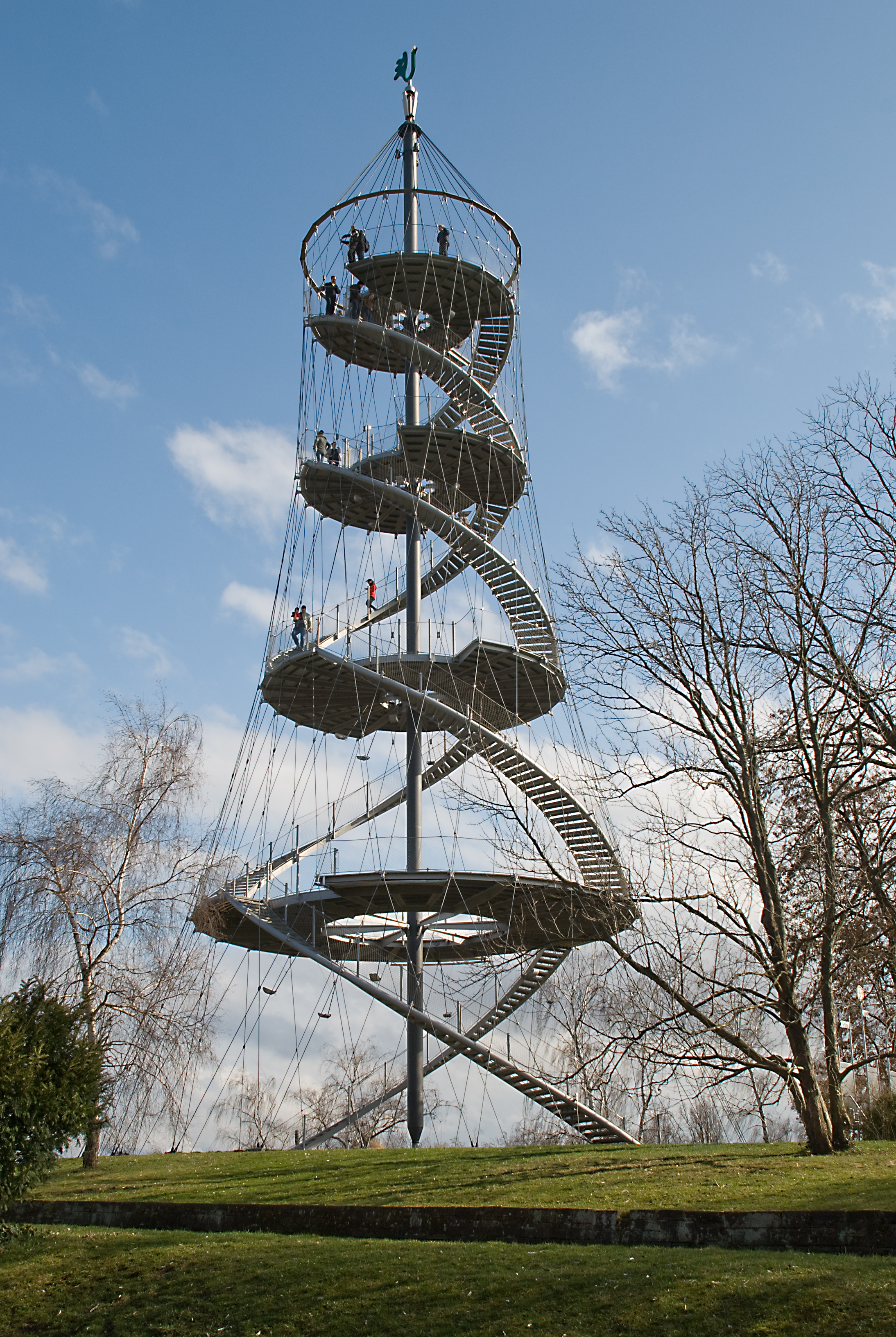
Killesbergturm in Stuttgart aus feuerverzinktem Stahl

- Berliner Funkturm und Reichstagskuppel in Berlin
- Müngstener Brücke
- Hohenzollernbrücke in Köln
- Rendsburger Hochbrücke
- Viaduc de Millau in Frankreich mit einem Brückenträger aus Stahl
- Geultal-Viadukt in Belgien
- Forth Bridge in Schottland
- Firth-of-Tay-Brücke in Schottland
- Golden Gate Bridge in den USA
- Bahnsteighalle des Frankfurter Hauptbahnhofs
- Killesbergturm in Stuttgart
- Eden Project in England
- Berlin Hauptbahnhof – Lehrter Bahnhof
- Parkhaus über die BAB A8 der Neuen Messe Stuttgart
- Sydney Harbour Bridge
- Neumayer-Station III
- Porsche-Museum Stuttgart
- Hochmoselbrücke

### Bekannte Bauwerke aus Schmiedeeisen
Seit dem frühen 20. Jahrhundert wird alles schmiedbare Eisen als Stahl bezeichnet, nachdem das im 19. Jahrhundert verbreitete Schmiedeeisen nicht mehr hergestellt wird. Deshalb werden häufig auch ältere, aus Schmiedeeisen hergestellte Bauwerke als Stahlbauten bezeichnet. Dies ist nach der heutigen Definition von Stahl zwar korrekt, da Schmiedeeisen ebenfalls unter 2 Prozent Kohlenstoff enthält, aber historisch unzutreffend, da das damalige Schmiedeeisen höhere Mengen an unerwünschten Begleitelementen enthielt als Stahl.
Aus Schmiedeeisen sind u. a. folgende Bauten:
- die frühere Dombrücke in Köln;
- die Rheinbrücke Waldshut–Koblenz;
- die Griethausener Eisenbahnbrücke;
- die Ponte Maria Pia und
- die Ponte Dom Luís I in Porto;
- das Garabit-Viadukt in Frankreich und
- der Eiffelturm in Paris.

## Stahlbauunternehmen
- Thüringer Stahlbau Erfurt
- Stahlbau Hilgers
- Louis Eilers Stahlbau
- Fried. Krupp Maschinen- und Stahlbau Rheinhausen
- Neptun Stahlbau GmbH
- Unger Stahlbau
- Donges Stahlbau
- Wolf System GmbH
- Stahlbau Lavis